# Valérie Bauchau
 (mars 2017).
Pour les articles homonymes, voir Bauchau.
Valérie Bauchau, née le 29 mars 1967 à Etterbeek, est une comédienne belge,.
Elle a joué dans plusieurs spectacles sous la direction de Pierre Fox, Frédéric Dussenne, Pietro Pizzuti, Philippe Sireuil (dont elle était l'épouse entre 1995 et 2010), etc. Elle travaille aussi pour la télévision et pour le cinéma.

## Biographie

### Formation
Licenciée en histoire en 1990, elle étudie ensuite l'art dramatique au Conservatoire de Bruxelles. Elle obtient en 1993 le premier prix.

### Carrière
Valérie Bauchau a joué dans une soixantaine de spectacles. Elle a également tourné en 1997 dans le film Doucement de Jacques Decrop. En 2004, elle joue un petit rôle dans Demain on déménage de Chantal Akerman. En 2010, elle tourne dans le film Miss Mouche de Belut,,.

## Théâtre
- 2021 : Privés de feuilles les arbres ne bruissent pas[7]de Magne Van den Berg, mis-en-scène par Pascale Henry
- 2016 : Black Clouds[8],[9] de Fabrice Murgia
- 2013 : Loin de Linden[10],[11] de Véronika Mabardi
- 2013 : Éclipse totale
- 2013 : Vous n'avez pas tout dit (V.N.A.P.T.D.)
- 2010 : Cinq filles couleur pêche
- 2010 : Occident[12] de Rémi De Vos
- 2007 : Elseneur[13] de Clément Laloy
- 2007 : Lucrèce Borgia[14] de Victor Hugo[15]
- 2005 : Le Silence des mères
- 2002 : Combat de nègre et de chiens[16] de Bernard-Marie Koltès
- 2001 : Hilda de Marie NDiaye, mis en scène par Marc Liebens au Théâtre de Vidy[17]
- 1999 : Charlotte
- 1998 : Le Misanthrope
- 1998 : Partage de midi
- 1996 : Yes, peut-être
- 1996 : Zoo de nuit
- 1995 : Trois grandes femmes
- 1994 : Quai ouest[18] de Bernard-Marie Koltès
- 1993 : Grimm
- 1993 : Une chose intime

## Filmographie

### Cinéma
- 2017 :La Colle d'Alexandre Castagnetti

### Télévision
- 2018 - en cours : Adèle, série créée par Michele Geata et Sammy Fransquet : Commissaire Verhoeven
- 2018 : La Trêve, saison 2 : Astrid du Tilleul

## Distinctions
En 2016, elle obtient le prix de la critique pour son interprétation dans le spectacle Loin de Linden de Giuseppe Lonobile. Elle a également reçu Le Pôle d'Or 2016 du théâtre,.